# Parròquia de Sant Pius X
La Parròquia de Sant Pius X és una església al carrer del Cardenal Tedeschini del barri del Congrés i els Indians de Barcelona. Es va posar la primera pedra el 20 de novembre de 1960 i es va inaugurar l'any 1963.

## Descripció
Està formada per una gran nau rectangular de 45,87 m de llargada, 21,71 m d'amplada i 11,89 m d'alçada, a part dels 3,47 m del fondària del cancell. Construïda amb formigó en estructura rombal i murs de maó vist, és obra de l'arquitecte Josep Soteras i Mauri. Al lateral esquerra del temple, destaca un gran campanar de 50,38 m d'alçada inclosa una creu metàl·lica de 9,91 m.
A l'interior, de 1.750 m² i amb una cabuda aproximadament de 800 persones assegudes, destaca el retaule de l'altar i la pica baptismal, disseny de l'escultor Domènec Fita i altres, descendents del Grup Flama. L'orgue va ser obra del mestre orguener Gabriel Blancafort i Paris construït al seu taller de Collbató. Les parets perimetrals del temple estan coronades a la part superior per vitralls. Tanmateix, compta en amb una capella lateral dedicada al Santíssim.